# Kommunionspendung in der Orthodoxen Kirche

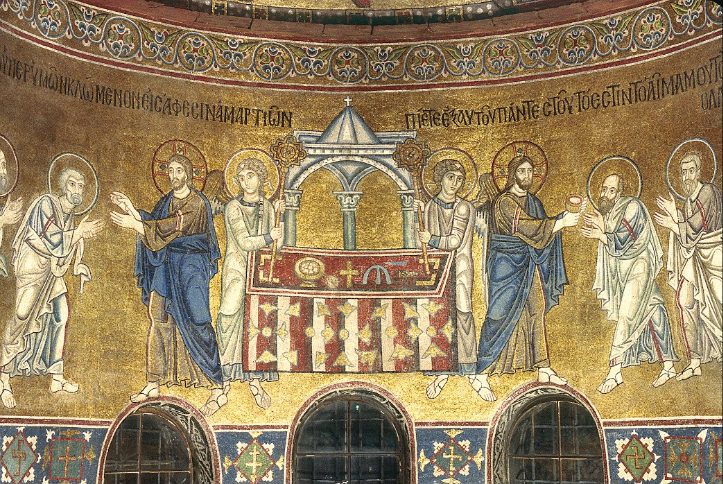
Apostelkommunion, Mosaik der Sophienkathedrale in Kiew

Die Kommunionspendung in der Orthodoxen Kirche ist die Art und Weise, wie den Gläubigen in dieser Konfessionsfamilie das Heilige Abendmahl unter beiderlei Gestalt (Brot und Wein) gereicht wird. Die westkirchliche Entwicklung, die dahin führte, den Laien die Kelchkommunion zu verwehren, wurde in der Orthodoxie nicht vollzogen.
Eine intensive Vorbereitung der Gläubigen durch Beichte, Absolution, Fasten (eucharistische Nüchternheit) und Gebet ist in der Orthodoxen Kirche Voraussetzung für den Kommunionempfang. Interkommunion ist nicht möglich. „Da der orthodoxe Christ es gewohnt ist, die Eucharistie betend mitzufeiern, auch wenn er nicht an der Kommunion teilnimmt, ist ihm das Gefühl fremd, ohne Abendmahlsempfang nur halb dabeigewesen zu sein.“

## Geschichtliche Entwicklung

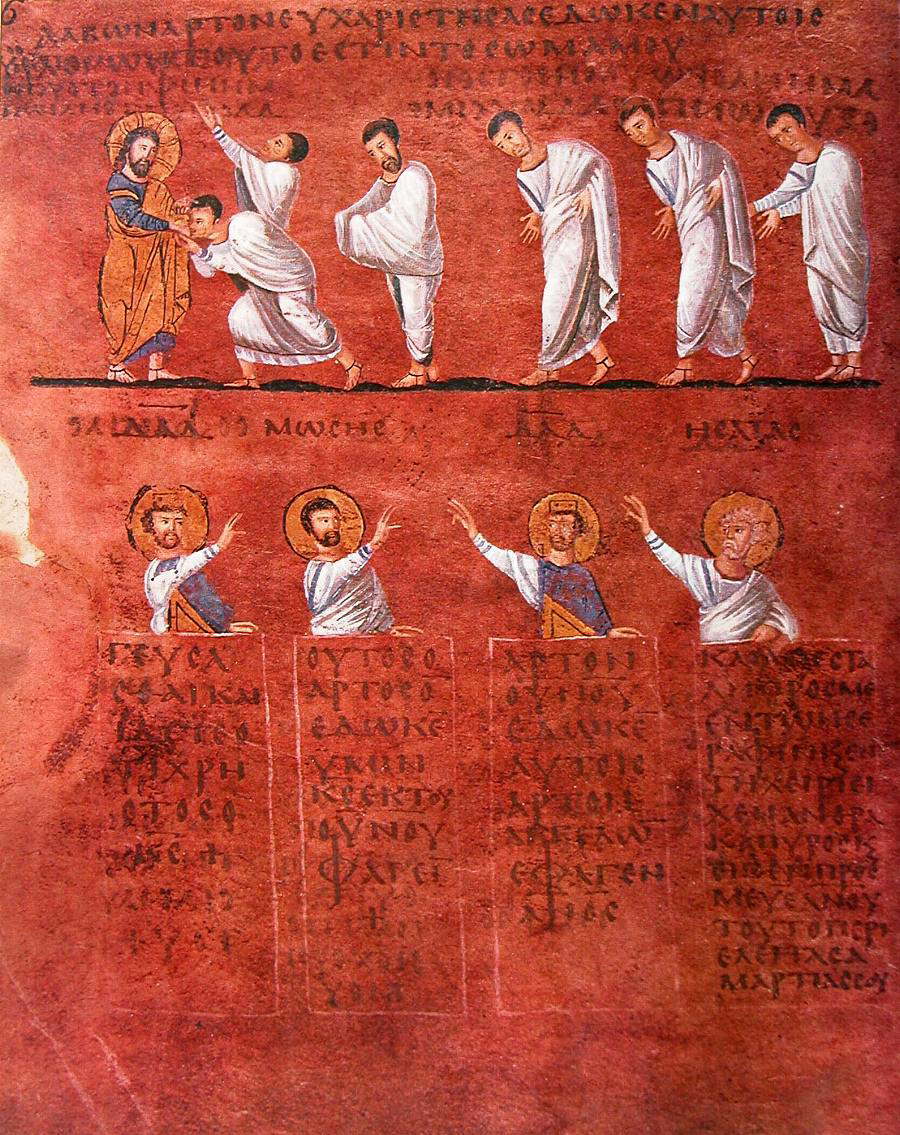
Apostelkommunion – Darreichung des Brots. Codex von Rossano (um 550)

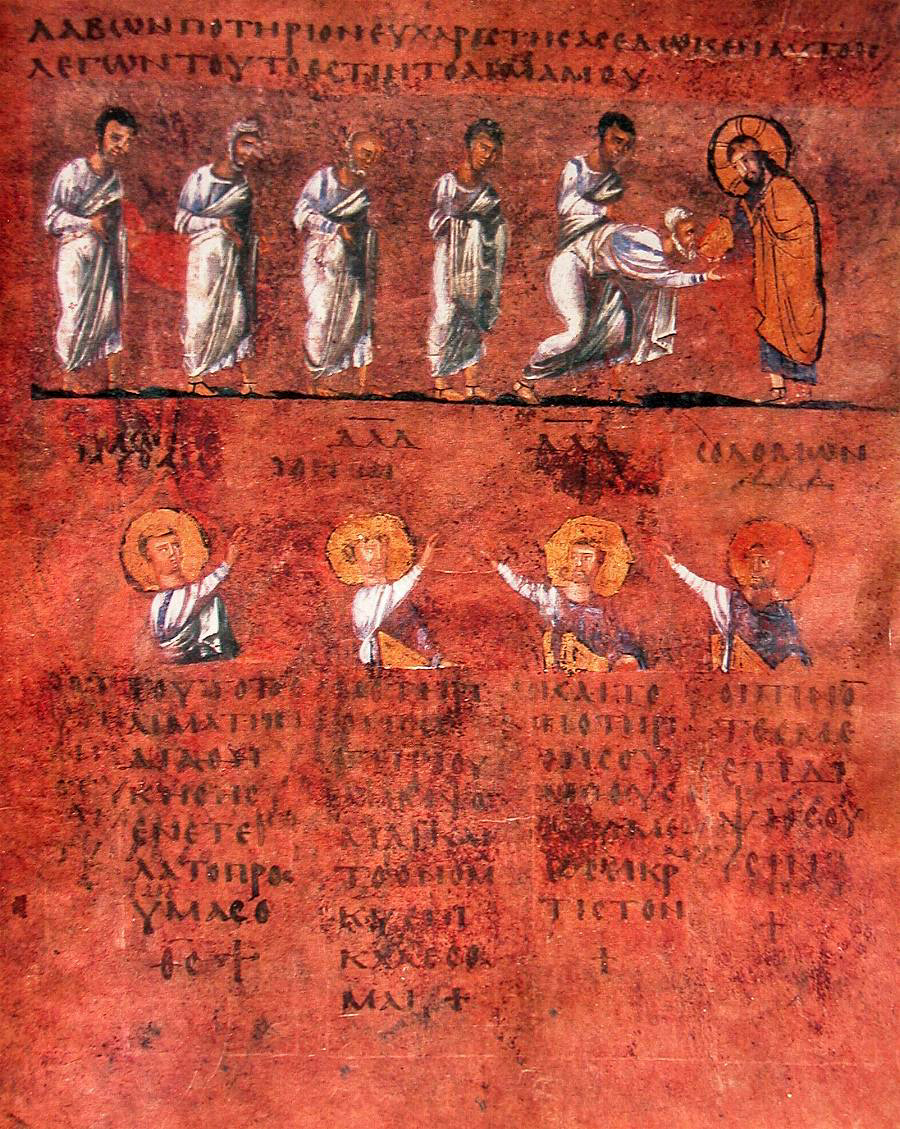
Apostelkommunion – Darreichung des Kelches. Codex von Rossano (um 550)

Für die Praxis der Alten Kirche kann man literarische Quellen, aber auch bildliche Darstellungen der „Apostelkommunion“ heranziehen: Vor dem Empfang der Kommunion verneigte man sich tief und hielt dem Priester die rechte Handinnenfläche hin, die linke Hand war dabei unter die empfangende rechte Hand gelegt. Der Priester legte nun die Partikel des konsekrierten Brotes in die rechte Hand des Empfängers, die dieser sogleich darum schloss. Aus Syrien ist bezeugt, dass man mit dem heiligen Brot die Augen berührte, um sie zu segnen. Andere Autoren aus dem Osten des Reichs empfehlen ein Küssen des Brotes. Bis ins 6. Jahrhundert war es üblich, dass die Laien das konsekrierte Brot in einem Behältnis mit nach Hause nahmen, es dort aufbewahrten und erst an einem der folgenden Tage aßen.
Im 9. Jahrhundert verstummen im Osten wie im Westen die literarischen Zeugnisse für die Praxis der Handkommunion der Laien; diese wurde ein Privileg des Klerus. Stattdessen wurde den Laien die Brotpartikel auf die Zunge gelegt. Der erste Hinweis auf die Kommunionspendung als Intinktion mittels eines Löffels enthalten die Kanones der 861 von Photios einberufenen Synode von Konstantinopel. Der Löffel wird dort neben Diskos und Kelch selbstverständlich als liturgisches Gerät genannt, war also wohl schon etwas länger in Gebrauch. Der Name des Geräts, λαβίς lavís, bezeichnet eigentlich die Zange; der Löffel wurde aufgrund des Bibelverses Jes 6,6 so benannt: ein Engel nimmt mit einer Zange eine glühende Kohle und berührt damit die Lippen des Propheten. Dieser Vers wurde auf die Kommunionspendung bezogen.
Doch setzte sich die Intinktion mit Hilfe eines Löffels im Osten nicht überall durch. Humbert bezeugt, dass der eucharistische Löffel (er nennt ihn wegen seiner Form cochlear) im Bereich des Patriarchats von Jerusalem nicht üblich sei. „Man spende vielmehr den Gläubigen zuerst eine Partikel des konsekrierten Brotes und reiche ihnen hierauf den Kelch.“

## Heutige Praxis

### Byzantinischer Ritus
Bischof, Priester und Diakon empfangen die Heiligen Gaben getrennt und das konsekrierte Brot in der Form der Handkommunion, während Laien die gemischten Gaben mit einem Kommunionlöffel empfangen. Auch kleine Kinder kommunizieren – als getaufte Christen – auf diese Weise; Säuglinge erhalten nur den konsekrierten Wein. Da kleine Kinder von den strengen Fastenregeln befreit sind, empfangen Laien die Kommunion im Erwachsenenalter viel seltener als in ihrer Kindheit.
Die jetzige Praxis der Kommunionspendung an die Gemeinde war ursprünglich nur für kleine Kinder und Kranke vorgesehen. Dagegen bewahrt die Kommunionspendung an den Diakon den Brauch, der in der Alten Kirche bei Laien üblich war.

#### Kommunion des Diakons
Der Diakon legt seine rechte Hand mit der Innenfläche nach oben kreuzweise über die linke Hand. Der Priester legt eine Partikel des konsekrierten Brotes darauf, wobei er spricht: „N. N., dem Diakon, wird der kostbare und heilige und allerreinste Leib unseres Herrn und Gottes und Heilandes Jesus Christus gespendet zur Vergebung seiner Sünden und zum ewigen Leben.“ Der Diakon küsst die spendende Hand und die rechte Wange des Priesters. Er begibt sich mit dem heiligen Brot auf seiner Handfläche hinter den Altar und wartet, während die konzelebrierenden Priester und der Zelebrant selbst das heilige Brot empfangen; dann kommunizieren alle Liturgen gemeinsam.
Der Priester nimmt den Kelch mit einem Tuch in seine Hände und trinkt dreimal daraus; sodann wischt er mit dem Tuch den Kelchrand und seine Lippen ab. Dann ruft er den Diakon herbei und lässt ihn dreimal aus dem Kelch trinken, wobei er spricht: „N. N., dem Diakon, wird das kostbare und heilige Blut unseres Herrn und Gottes und Heilandes Jesus Christus gespendet zur Vergebung seiner Sünden und zum ewigen Leben.“ Der Diakon wischt mit dem Tuch seine Lippen und den Kelchrand ab und küsst ihn. Der Priester spricht dabei: „Dies hat deine Lippen berührt; deine Übertretungen sind hinweggenommen und deine Sünden getilgt.“

#### Kommunion der Laien

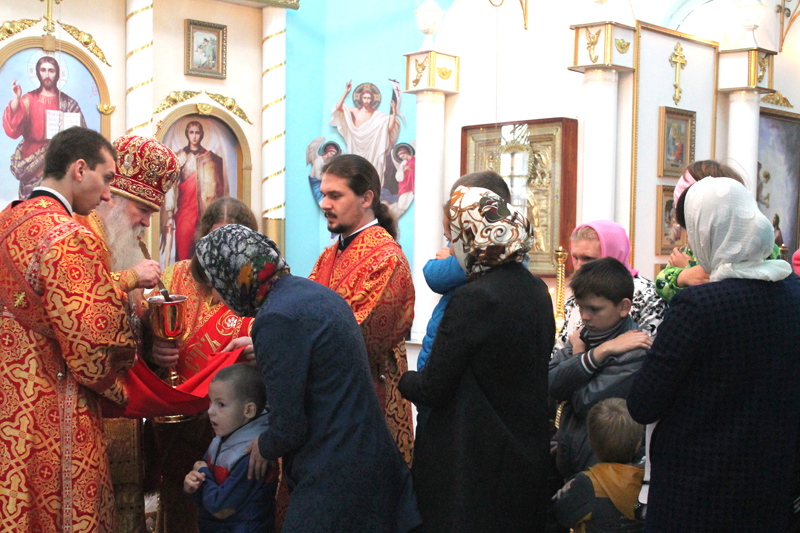
Die gemischten Gaben werden mit dem Löffel dem Kelch entnommen …

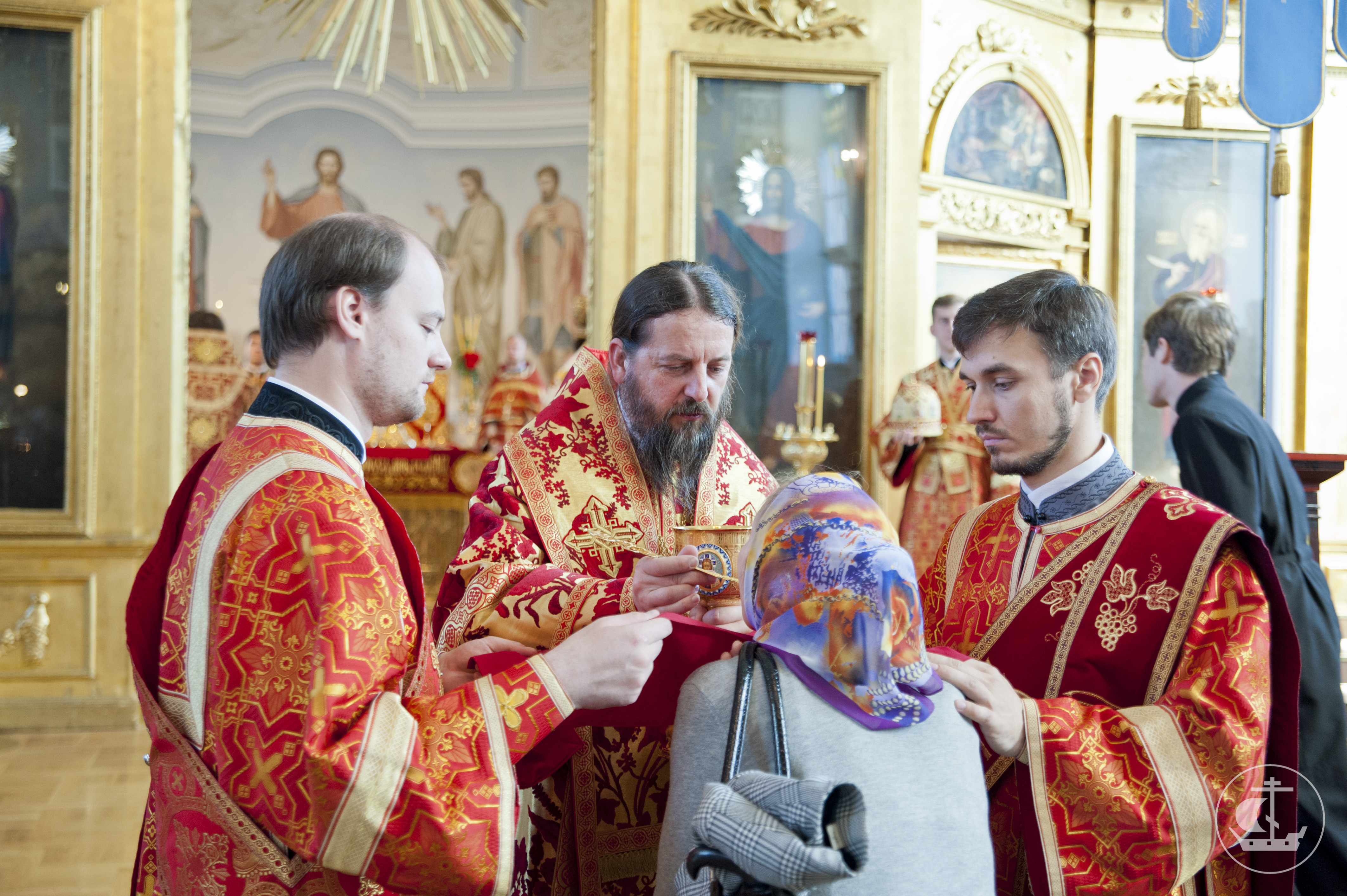
… und in den Mund des Kommunikanten gegeben

Der Priester bricht die mit den Buchstaben NI KA bezeichneten Teile des „Lammes“ (siehe: Proskomidie) in so viele kleine Stücke, wie es Kommunikanten gibt, und lässt diese Partikel in den Kelch gleiten. Er bedeckt den Kelch mit dem Kommuniontuch und legt den Kommunionlöffel darauf.
Nun wird die mittlere (königliche) Tür der Ikonostase geöffnet, eine Handlung mit symbolischer Bedeutung: Der Stein vom Grab Christi ist weggewälzt – Christus ist auferstanden. Der Diakon nimmt den Kelch in Empfang. Er stellt sich mitten in die Tür der Ikonostase und erhebt den Kelch mit den Worten: „Mit Gottesfurcht, Glauben (und Liebe), tretet heran!“
Die Gemeinde bzw. der Chor antwortet mit dem Psalmvers, der die Ankunft Jesu Christi in Jerusalem begleitete: „Gesegnet sei, der da kommt im Namen des Herrn. Gott, der Herr, ist uns erschienen.“
Der Priester übernimmt den Kelch wieder vom Diakon und begibt sich zum Ambon. Die Kommunikanten treten herzu: „Man macht einen Kniefall (Proskynesis), legt die Hände kreuzförmig über die Brust, die rechte über die linke, und tritt der Reihe nach zu den Heiligen Gaben heran. Dabei nennt man deutlich seinen christlichen Vornamen und öffnet den Mund für den Empfang der Heiligen Gaben.“
Die Spendeworte des Priesters lauten: „Es kommuniziert der Knecht / die Magd Gottes N. N. am kostbaren und heiligen Leib und Blut unseres Herrn und Gottes und Heilandes Jesus Christus zur Vergebung der Sünden und zum ewigen Leben.“. Er reicht die Kommunion mit dem Löffel. Der Diakon hält ein Tuch unter Kelch und Kinn, und wischt die Lippen des Kommunikanten mit dem Tuch ab.
„Nach dem Empfang der Heiligen Gaben küsst man den Fuß des Kelches und geht ohne Verneigung und Kreuzzeichen zum Tisch, wo für die Kommunikanten mit Wein vermischtes warmes Wasser und Prosphoren vorbereitet sind.“ Man trinkt von diesem Wein und isst eine Prosphore in schweigendem Gebet.

### Orientalisch-orthodoxe Riten

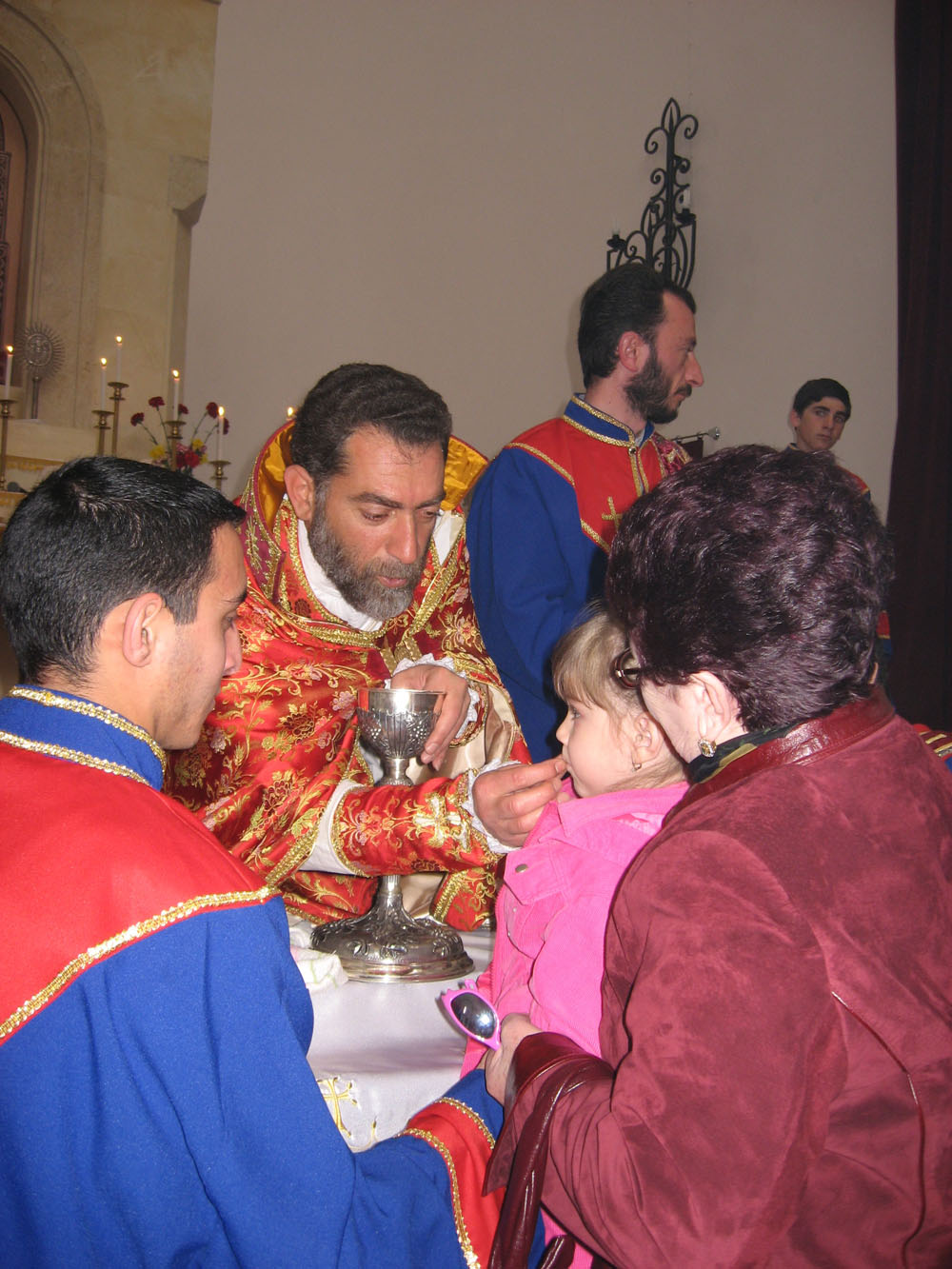
Kommunionspendung in der Armenischen Apostolischen Kirche

Die Kommunionspendung des byzantinischen Ritus ist in ähnlicher Weise auch in den Orientalisch-orthodoxen Kirchen üblich, mit Ausnahme der Apostolischen und Katholischen Assyrischen Kirche des Ostens und der Koptisch-orthodoxen Kirche.
Bei den Syrern genießt der Zelebrant zunächst mittels eines kleinen Löffels die in den Wein eingetauchte Partikel des konsekrierten Brotes, sodann mit demselben Löffel ein wenig von dem konsekrierten Wein. Anschließend empfangen etwaige anwesende Kleriker und der Diakon in Wein eingetauchte Brotpartikel auf dem Löffel. Bei der Kommunionspendung an die Laien findet der Löffel keine Verwendung, vielmehr taucht der Priester die Brotpartikel in den Wein und legt sie dem Gläubigen mit der Hand in den Mund.
Bei den Armeniern genießt der Priester das konsekrierte Brot und trinkt dann den konsekrierten Wein aus dem Kelch; alle übrigen Kommunikanten empfangen die in den Wein eingetunkten Brotpartikel aus der Hand des Priesters in den Mund, ohne Verwendung eines Löffels.
In der Assyrischen Kirche des Ostens ist der eucharistische Löffel ebenfalls unbekannt. Brot und Wein werden getrennt voneinander genossen, und Kleriker wie Laien trinken dabei aus dem eucharistischen Kelch.
In der Koptisch-orthodoxen Kirche kommunizieren die Kleriker auf die gleiche Weise wie dies in der Assyrischen Kirche des Ostens Brauch ist. Den Laien jedoch wird der Kelch nicht direkt gereicht, sondern sie empfangen den Wein mit Hilfe eines eucharistischen Löffels. Die Äthiopische Orthodoxe Kirche hat die gleiche Weise der Kommunionspendung.